# 針間国造
針間国造（はりまのくにのみやつこ、はりまこくぞう）は、針間国（播磨国西部）を支配した国造。

## 概要

### 祖先
『先代旧事本紀』「国造本紀」によると、景行天皇の皇子・稲背入彦皇子の後裔氏族で、成務天皇の時代に同皇子の子である御諸別命が播磨国に封ぜられて以来、氏名を「針間別（はりまわけ）」とし、応神天皇が播磨国に行幸した時に、同国の佐伯部を御諸別命の子である針間国造の伊許自別命（阿良都命）に伴造として管掌させるとともに、「針間別佐伯直」と改賜姓したが、天智天皇9年（670年）の庚午年籍作成に際して、「針間別」の3字を除いて「佐伯直」と称するようになったという。
稲背入彦皇子について、『日本書紀』巻第七景行天皇四年二月甲子条には「播磨別之始祖」、『先代旧事本紀』巻第七天皇本紀景行天皇紀末段には「播磨別祖」とある。

### 氏族
佐伯氏（さえきうじ、姓は直）。また、播磨氏（はりまうじ、姓は直、のちに宿禰）。

## 歴史
『播磨国風土記』では応神天皇の時代に阿我乃古（あがのこ）が播磨国造を賜ったとされる。
『日本書紀』仁徳天皇条によれば、宮人の桑田玖賀媛を針間国造の祖である速待（はやまち）に与えたという。
『日本書紀』仁徳天皇条によれば、仁徳天皇40年に、阿俄能胡は天皇の命で吉備品遅部雄鯽（きび の ほむちべ の おふな）とともに隼別皇子（はやぶさわけ の みこ）と雌鳥皇女（めとり の ひめみこ）を追い、伊勢国の蒋代野（こもしろのの）で2人を捕らえ、その場で殺した。その際に、命令に反して、雄鯽とともに雌鳥皇女が身につけていた玉を盗んだ。
のちに新嘗祭のあった11月に、豊明節会があり、酒宴の席でそのことが明らかになった。阿俄能胡は自白し、土地を献上して死罪をまぬかれた。その土地は玉代（たまて）と呼ばれた（大和国葛上郡に玉手丘があり、現在の奈良県御所市にあたる）。

## 人物
- 稲背入彦皇子（いなせいりひこのみこ）
景行天皇の皇子。
- 御諸別命（みもろわけのみこと）
稲背入彦皇子の子であり、成務天皇の時代に播磨国に封ぜられ、氏名を「針間別（はりまわけ）」とした。
- 石坂比売命（いわさかひめのみこと）
『播磨国風土記』によると、神功皇后が三韓征伐に向かうとき、神々に祈ったところ、爾保都比売命が針間国造の石坂比売命に憑いて、「私を祭れば、新羅を丹波で平らげられるだろう」と赤土を賜った。これを天逆桙と神舟と軍服に塗ると、何物にも遮られることはなくなったという。本文には「国造」とのみ記されているため、明石国造の人物であるとする説もある。
- 伊許自別命（いこじわけのみこと、阿良都命とも）
御諸別命の子。応神天皇が播磨国に行幸した時に、同国の佐伯部を伴造として管掌させられたとともに「針間別佐伯直」と改賜姓した。
- 阿我乃古（あがのこ）
応神朝の国造。応神天皇に国造の位を賜ったとされる。反乱を起こした隼別皇子と雌鳥皇女を追討した。
- 豊忍別命（とよおしわけのみこと）
『播磨国風土記』餝磨郡安相里条によると、応神天皇が但遅麻を巡行したとき、その道中で御冠が落ち、それによって国造の豊忍別命は名を剥奪されてしまう。そこで、但遅麻国造の阿胡尼命は天皇に詫び、塩の代わりに田を四十町歩献じ、これによって罪が赦されたとされる[5]。本文では豊忍別命を国造とだけ表記しており、これを但遅麻国造と解する説もある。
- 速待（はやまち）
仁徳朝の国造。宮人の桑田玖賀媛を針間国造の祖である速待（はやまち）に与えたという。

## 末裔
- 『日本書紀』欽明17年（556年）1月条によると、阿倍臣・佐伯連・播磨直（闕名）らが筑紫国の舟師を率い、百済王を送り届けるため遣わされた。
- 「正倉院文書」には、飾磨郡の郡司と思われる人物として、（飾磨郡）大領外従八位上・播磨（闕名）の名前が見える。
- 養老5年（721年）9月11日付の文書に、内侍従五位下・播磨直月足の名前が見える。
- 『続日本紀」天平2年（730年）3月27日の記事に播磨直乙安の名前が見える。
- 『続日本紀』天応元年（781年）1月条に、外従五位下の位を賜った播磨国揖保郡の人の大初位下・佐伯直諸成がいる。
- 延暦12年（793年）5月14日付の文書には、擬主帳正八位上・播磨直（闕名）が確認できる。
- 『続日本後紀』承和13年（864年）3月条によると、揖保郡の人の散位正八位上・佐伯直宅守と大初位下・佐伯直仲成が揖保郡から右京六条二坊に移住している。
- 天慶5年（942年）11月24日付の文書に、将曹・播磨文仲が確認できる。
- 長徳2年（996年）1月25日付の文書には、播磨大目正六位上・播磨宿禰豊成と播磨掾正六位上・播磨宿禰守信の名前が確認できる。
- 長和4年（1015年）10月15日付の播磨国符には、総検校掾・播磨伝野、検校内舎人・播磨香名、別当・播磨興昌の名前と、判を押した播磨大掾・播磨宿禰（闕名）が確認できる。

### 『既多寺知識経』
天平6年（734年）に播磨国賀茂郡にあった既多寺などの知識衆が集まって「大智度教」を書写した『既多寺知識経』には、針間国造の末裔である佐伯直氏・針間直氏・針間国造氏の人物が見える。
- 佐伯直漢古優婆夷
- 佐伯直等美女
- 佐伯直東人
- 佐伯直麻呂
- 佐伯直林
- 針間直法麻呂
- 針間直多理人
- 針間直舟波寶
- 針間直姪賣
- 針間直名著賣
- 針間直赤麻呂
- 針間国造掠椅
- 針間国造古麻呂
- 針間国造乙麻呂
- 針間国造島国
- 針間国造年須麻呂
- 針間国造諸乙
- 針間国造山守
- 針間国造国守
- 針間国造若刀自
- 針間国造広山
- 針間国造小君
- 針間国造荒熊
- 針間国造費明
- 針間国造小君
- 針間国造大成
- 針間国造臺前
- 針間国造刀自古
- 針間国造古刀自
- 針間国造古玉
- 針間国造愛太麻呂
- 針間国造高田古
- 針間国造赤刀自
- 針間国造千国
- 針間国造角麻呂
- 針間国造茅麻呂
- 針間国造整數
- 針間国造広麻呂

## 神社
兵庫県姫路市の白国神社には稲背入彦命、阿曽武命、阿良津命が祀られている。天平2年（730年）3月に佐伯直氏の21代目・佐伯宿禰藝胡多が祀ったという。

## 墓
姫路市最大の古墳である壇場山古墳が針間国造の墓であるとする説が存在する。